# Sylvicola alternatus
Sylvicola alternatus är en tvåvingeart som först beskrevs av Thomas Say 1823.  Sylvicola alternatus ingår i släktet Sylvicola och familjen fönstermyggor. Inga underarter finns listade i Catalogue of Life.